# Praha-Modřany zastávka
Praha-Modřany zastávka je železniční zastávka na trati Praha – Vrané nad Vltavou – Čerčany/Dobříš , která se nachází v obvodu železniční stanice Praha-Modřany. Zastávka leží u terminálu MHD Nádraží Modřany na ulici Generála Šišky (nad ulicí U Kina).

## Technický popis
Zastávka je vybavena ostrovním nástupištěm s hranami u kolejí č. 1a a 9a železniční stanice Praha-Modřany (nástupiště v hlavní části stanice již nejsou pro osobní dopravu využívána). Uspořádání kolejí v zastávce umožňuje křižování vlaků. Zastávka je vybavena staničním rozhlasem. Již snesená třetí kolej bez nástupiště bývala vlečkou do čokoládoven Nestlé a dalších podniků. Koleje pokračují jižním směrem k hlavnímu obvodu stanice Praha-Modřany, severně od nástupišť pak je zhlaví stanice, kde se obě dopravní koleje spojují do jediné traťové koleje směr Praha-Braník.

## Historie
Tato zastávka byla postavena v roce 1937 na původní trati v trase dnešní tramvajové trati. S přeložkou v roce 1991 (provedena vzhledem k výstavbě tramvajové trati Nádraží Braník – Sídliště Modřany) byla zastávka přeložena do dnešní polohy.

## Galerie

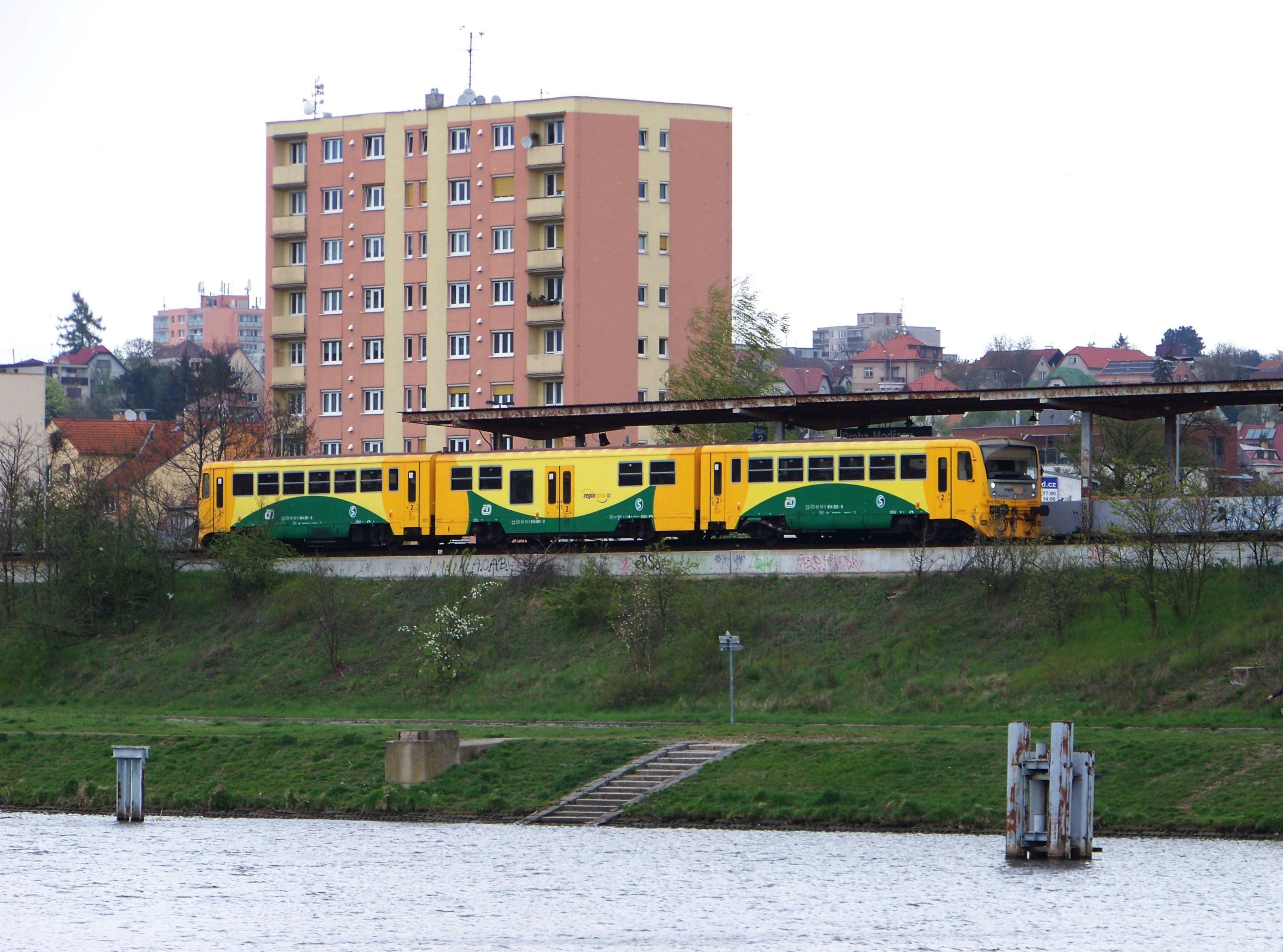
Vlak Regionova v zastávce při pohledu z druhého břehu Vltavy
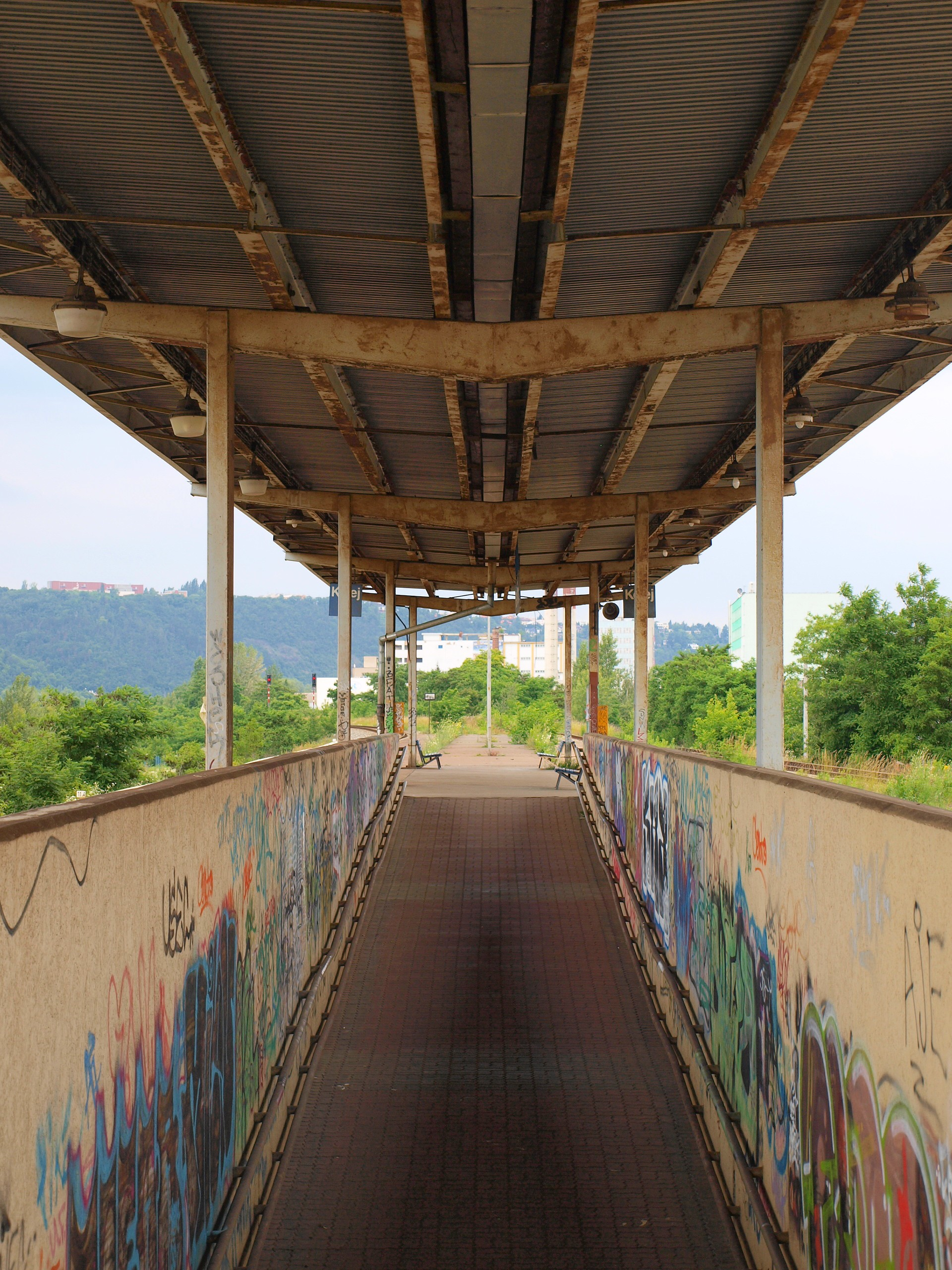
Příchod k zastávce z podchodu
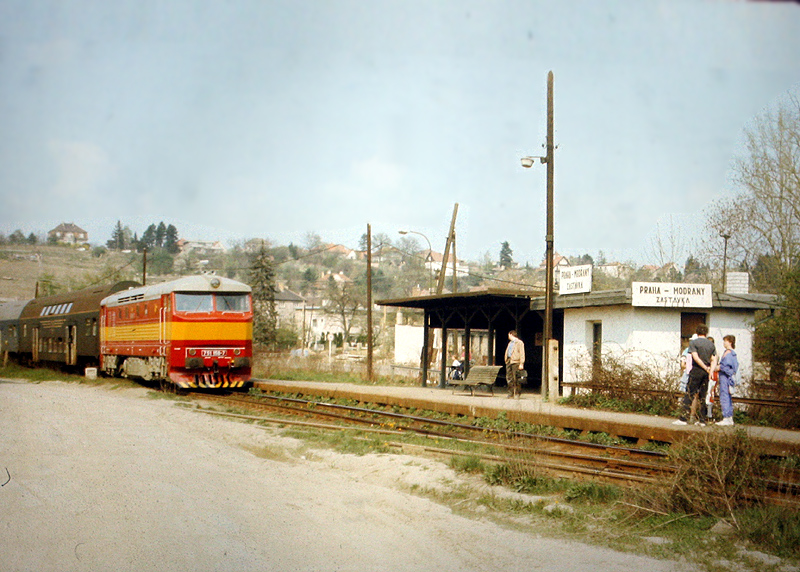
Osobní vlak v původní zastávce Praha-Modřany (rok 1991)
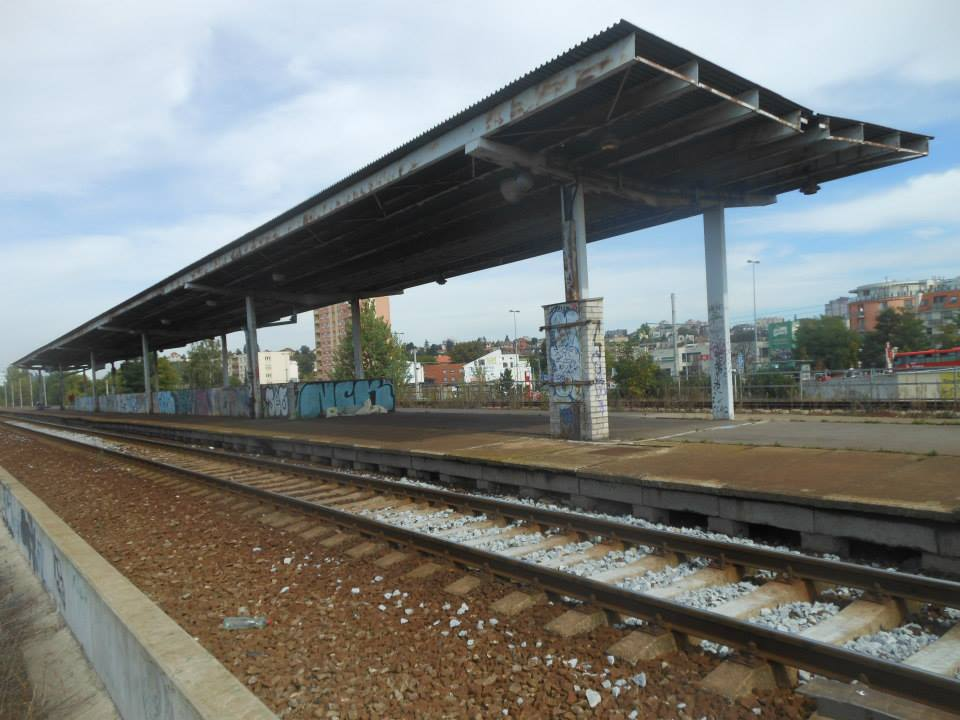
Pohled na zastávku